# Partit Comunista de Sud-àfrica
El Partit Comunista de Sud-àfrica (en anglès: South African Communist Party) és un partit comunista de Sud-àfrica. Va ser fundat el 1921. L'any 1950 va ser declarat il·legal, i va participar en la lluita contra l'apartheid. És un dels socis de l'Aliança Tripartita, juntament amb el Congrés Nacional Africà (ANC) i el Congrés de Sindicats de Sud-àfrica (COSATU), i com a tal ha exercit certa influència en els diferents governs de Sud-àfrica des de les primeres eleccions democràtiques de 1994.

## Història

### Primers anys
El Partit Comunista de Sud-àfrica va ser fundat el 1921 quan la Lliga Internacional Socialista i d'altres partits menors es van unir sota el lideratge de Willam H. Andrews. La seva primera intervenció va ser durant la Rebel·lió Rand, organitzada pels miners blancs de Witwatersrand l'any 1922. Les empreses mineres, per fer front a l'escassetat de mà d'obra, van proposar de permetre a alguns treballadors negres ascendir posicions en la jerarquia empresarial; els miners blancs, que acostumaven a estar per sobre dels negres, s'hi van oposar. Tot i que des de la seva fundació el SACP s'havia oposat al racisme, en aquest cas va cridar a mantenir les diferències racials sota l'eslògan "Obrers del món, uniu-vos i lluiteu per una Sud-àfrica blanca!".
Amb la derrota de la revolta, en part per la negativa dels obrers negres a secundar la vaga, el Partit Comunista va ser forçat pel Comintern a adoptar la tesi d'una República Nativa, on Sud-àfrica seria una República pertanyent als natius, és a dir, als negres. Així, el partit es va reorientar internament cap a l'any 1924 durant el Congrés del partit, sumant obrers negres a l'organització i "africanitzant" el partit. Sobre l'any 1928, 1.600 dels 1.750 membres del partit eren negres.
El 1929 el partit va adoptar una nova línia estratègica que va batejar com "La via més ràpida per aconseguir el socialisme a partir de la lluita de les masses per assolir un govern de la majoria". Cap al 1948, el Partit va abandonar oficialment la política de la República Nativa.
El 1946, el Partit Comunista va prendre part de la vaga general de miners juntament amb el Congrés Nacional Africà (ACN). Molts dels membres del partit, com ara Bram Fischer, van ser detinguts.

### Lluita contra l'Apartheid
El Partit Comunista va ser declarat il·legal el 1950. A partir d'aquell moment, el partit va passar a la clandestinitat, canviant el nom pel de Partit Comunista de Sud-àfrica el 1953. Aquest fet es va dur a terme per exposar que el partit se centrava en la lluita particular dels sud-africans. Fins a l'any 1990 no es va tornar a legalitzar.
El 1957 va començar el conegut com a judici per traïció contra 156 membres del Congrés Nacional Africà, el Congrés Indi de Sud-àfrica i el mateix Partit Comunista de Sud-àfrica (entre els quals hi havia l'advocat Nelson Mandela). L'escriptor i polític Alan Paton, juntament amb el bisbe Ambrose Reeves i Alex Hepple, van crear el Fons d'Ajuda a la Defensa en el Judici per Traïció, demostrant que també hi havia blancs contraris a l'Apartheid.

### Època Post-apartheid
Amb la victòria a les eleccions del 1994, un bon nombre de comunistes van ocupar els escons de l'ANC al Parlament. Fins i tot, el nou President de Sud-àfrica, Nelson Mandela, va nomenar Joe Slovo com a Ministre d'Habitatge. Aquest període també va portar noves tensions entre l'ANC i el SACP, ja que el programa de l'ANC no posava en dubte l'existència del capitalisme a Sud-àfrica i era molt dependent de la inversió estrangera i el turisme. De totes maneres, s'ha de tenir en compte que la Carta per la Llibertat només havia estat considerada com un model per a una futura Sud-àfrica lliure i democràtica. Joe Slovo va reconèixer que l'stalinisme havia fallat a l'Europa de l'est i que podria no ser un model adequat per l'SCAP. En la seva autobiografia Long Walk to Freedom, Nelson Mandela exposa:
"Sempre hi va haver gent que va dir que els comunistes ens estaven utilitzant. Però qui diu que no érem nosaltres qui els utilitzàvem?"
Després de la mort de Mandela el 2013, l'ANC va confirmar que havia estat membre de SACP i format part del Comitè Central.
Les negociacions de Cyril Ramaphosa per formació de govern entre ANC i Aliança Democràtica després de les eleccions generals de Sud-àfrica de 2024 van tensionar l'Aliança Tripartita, i el Partit Comunista va manifestar la seva intenció de presentar-se en solitari en el futur.

## Secretaris Generals
1921: William H. Andrews
1925: Jimmy Shields
1928: Douglas Wolton
1929: Albert Nzula
1933: Lazar Bach
1935:
1938: Moses Kotane
1978: Moses Mabhida
1984: Joe Slovo
1991: Chris Hani
1993: Charles Nqakula
1998: Blade Nzimande

## Membres destacats del Comitè Central del SACP
- Brian Bunting
- Jeremy Cronin
- Ruth First
- Bram Fischer
- Chris Hani
- Ronnie Kasrils
- Mac Maharaj
- Nelson Mandela
- Thabo Mbeki
- Norman McCutcheon
- Ivan Schermbrucker
- Leslie Schermbrucker
- Joe Slovo
- Jacob Zuma